# GENDA
株式会社GENDA（ジェンダ、 英: GENDA Inc.）は、ゲームセンター事業やカラオケ事業などのエンターテインメントビジネスを手掛ける日本の企業。

## 概要
2018年5月10日、プライベートエクイティファンドの株式会社ミダスキャピタルから出資を受け「株式会社ミダスエンターテイメント」として設立。
共同創業者のひとり、片岡尚は、1995年にジャスコ（現・イオン）入社後、2004年よりイオンファンタジーの経営に参画し2008年より取締役、2013年より代表取締役社長となり、2015年にはイオンファンタジーをアミューズメント施設運営業界で店舗数、売上高ともに世界一にのし上げた人物である。もうひとりの共同創業者・申真衣はゴールドマン・サックス証券に10年以上勤務し転職を意識していたところ、東大のゼミの先輩であったミダスキャピタル代表パートナー・吉村英毅の引き合いで片岡と出会い、片岡から「世界一のエンタメ企業をつくろう」と声を掛けられ起業を決意する。
主要オペレーター向けにアーケードゲームのレンタルを行っている他、オンラインクレーンゲームである「LIFTる。」の運営を行っている。アメリカにおいてラウンドワンとの合弁企業であるKiddleton Inc.が子供向け遊戯施設を運営している。
M&Aに積極的で、2020年12月30日付で、セガグループからセガ エンタテインメントの株式85.1%を取得し、セガ エンタテインメントを連結子会社化した上で、セガ エンタテインメントの商号を株式会社GENDA SEGA Entertainmentへ変更。2022年1月28日付で残ったセガの資本も買い取った上で完全子会社化とし、それに伴い会社名も株式会社GENDA GiGO Entertainmentに変更し、展開する全てのゲームセンターも同年3月以降「SEGA」ブランドを「GiGO」ブランドに置き換える形で変更された。これにより、GENDAグループは、「LIFTる。」と「GOTON!」の2つのオンラインクレーンゲームのブランドを手掛けることになる。
2021年4月27日付でKiddleton Inc.の子会社ENTERRIUM LLCが、バンダイナムコホールディングスのアメリカ法人であるNAMCO USA INC.から、イリノイ州シカゴ近郊にある「PAC-MAN ENTERTAINMENT」を譲受した。「PAC-MAN ENTERTAINMENT」は「ENTERRIUM」へリニューアルされた上で同年5月下旬に再オープンする予定となっている。
2021年8月1日付で持株会社制へ移行。GENDA直轄で行っていたアーケードゲームのレンタル事業並びに「LIFTる。」は、同年5月に設立されたGENDA Gamesへ移管された。
Aspiration（アスピレーション＝大志）として、「世界中の人々の人生をより楽しく」を掲げ、「世界一のエンタメ企業」を目指すとしている。創業からわずか5年でゲームセンター業界シェア第3位にまで上りつめた。

## 沿革
- 2018年
  - 5月10日 - アミューズメントマシンレンタルを行うことを目的として、東京都千代田区九段南において株式会社ミダスエンターテイメントを設立。片岡尚が代表取締役会長、申真衣が取締役に就任。
  - 6月 - セールスプロモーション事業の取り込みを目的として、株式会社エスピーエスエスの全株式を取得
  - 11月 - 東京都千代田区平河町に本社を移転
- 2019年
  - 6月 - 中国におけるアミューズメントマシンレンタルを行うことを目的として、中華人民共和国広東省広州市に当該事業を行う伍彩汇业(广州)贸易有限公司を設立（出資当時の出資比率59%）
  - 6月20日 - 申真衣が代表取締役社長に就任[20]。
- 2020年
  - 7月 - 子供向けアミューズメント施設運営を行うことを目的として、米国テキサス州ダラスに当該事業を行うKiddleton, Inc.を設立
  - 7月24日 - ラウンドワンとの合弁で、テキサス州ダラスにKiddleton Hulen Mall Branch（キドルトンフレンモール店）を開業。
  - 8月 - 日本におけるオンラインクレーンゲーム『LIFTる。』のサービスを開始
  - 9月 - Kiddleton, Inc.について、株式会社ラウンドワンと共同出資（出資当時の出資比率50％）の合弁契約を締結
  - 9月23日 - 商号を株式会社GENDAに変更[4]。「GENDA」は「Global Entertainment Network for Dreams and Aspiration」の略で、グローバルなエンターテイメントのネットワークを構築し、世の中に流通する「楽しさの総量」を増やすことを目指す、としている[19]。
  - 12月30日 - セガグループから株式会社セガ エンタテインメント株式85.1%を取得し、セガ エンタテインメントを連結子会社化。同時にセガ エンタテインメントの商号を株式会社GENDA SEGA Entertainmentへ変更。
- 2021年
  - 3月 - Kiddleton, Inc.がENTERRIUM LLCを設立（出資当時の出資比率100%）
  - 3月1日 - 本社を東京都大田区大森本町1-6-1 大森パークビルに移転[21]。
  - 4月26日 - スクウェア・エニックス元社長の和田洋一が社外取締役に就任[22]。
  - 4月27日 - ENTERRIUM LLCがNAMCO USA INC.より米国イリノイ州の複合エンターテイメント施設『PAC-MAN ENTERTAINMENT』を事業譲受、新屋号『ENTERRIUM』としてサービス開始
  - 5月 - 純粋持株会社制へ移行するため、株式会社GENDAが手掛ける事業の譲受先として100%出資の株式会社GENDA Gamesを設立
  - 8月1日 - 株式会社GENDA Gamesが株式会社GENDAよりオンラインクレーンゲーム運営及びアミューズメントマシンレンタルを吸収分割により継承。株式会社GENDAを純粋持株会社体制へ移行。
  - 8月 - キャラクターライセンス事業を行うことを目的として、株式会社フクヤホールディングスと共同出資（出資当時の出資比率51％）により、株式会社トーキョー キャラクター メーカーズを設立
  - 9月 - 台湾でのアミューズメント施設運営を行うことを目的として、株式会社GENDA SEGA Entertainmentが台灣聚思怡股份有限公司（GSE Taiwan Inc.）を設立
  - 10月 - エンターテイメント分野における連携を深めることを目的として、株式会社ダイナモアミューズメントと資本提携[23]
  - 12月 - 台灣聚思怡股份有限公司がSEGA AMUSEMENTS TAIWAN LTD.より台湾におけるアミューズメント施設運営事業を譲受
- 2022年
  - 1月 - 株式会社GENDA SEGA Entertainmentが株式会社セガより自社株式14.9%を取得し、株式会社GENDAの100%子会社となる。同時に社名を株式会社GENDA GiGO Entertainmentに変更
  - 1月 - アミューズメント施設運営の規模拡大を目的として、株式会社GENDA GiGO Entertainmentが株式会社宝島の株式を100%取得[24]
  - 5月 - 株式会社GENDA GiGO Entertainmentが株式会社宝島を吸収合併
  - 6月 - 株式会社GENDA、株式会社ハシラス及び株式会社ダイナモアミューズメントとの三社間資本提携[25]
  - 8月 - 映画館事業を行うことを目的として、株式会社GENDA GiGO Entertainmentが株式会社ディノスシネマを設立（出資当時の出資比率100%）
  - 9月 - 東京都港区東新橋に本社を移転
  - 10月 - アミューズメント施設運営の規模拡大を目的として、株式会社GENDA GiGO Entertainmentが株式会社スガイディノスよりゲームセンター事業及びボウリング事業を譲受
  - 10月 - 株式会社ディノスシネマが株式会社がスガイディノスより映画館事業を譲受。株式会社GENDA GiGO Entertainmentが株式会社ディノスシネマ株式のうち85.1%を佐々木総合管理株式会社へ譲渡[26]。
  - 10月 - アミューズメント施設運営の規模拡大を目的として、株式会社GENDA GiGO Entertainmentが株式会社エービスよりゲームセンター事業を吸収分割[27]
- 2023年
  - 7月28日 - 東京証券取引所グロース市場へ株式を上場[28]。
  - 9月1日 - 株式会社GENDA GiGO Entertainmentがワスド株式会社より資産譲受、「デジちゃいむ」サービスを取得
  - 9月29日 - Kiddleton Inc.におけるラウンドワンとの合弁を解消し、Kiddleton Inc.を完全子会社化[29]。
  - 9月30 - 株式会社ダイナモアミューズメントを完全子会社化[30]
  - 10月1日 - 株式会社GENDA GiGO Entertainmentが株式会社アムジーより固定資産等を譲受[31]
  - 10月 - 株式会社レモネード・レモニカの株式を66%を取得し、子会社化[32]
  - 10月 - 株式会社アレスカンパニーを完全子会社化[33]
  - 11月16日 - 台灣聚思怡股份有限公司（GSE Taiwan Inc.）を台灣奇恭股份有限公司（GiGO Taiwan Inc.）に社名変更[34]
  - 11月30日 - 映画配給事業を行うギャガ株式会社の発行済株式の78.05%を取得し、子会社化[35]
  - 11月30日 - 日本ポップコーン株式会社の全株式を保有するINP合同会社の全持分を取得し、INPを子会社化、日本ポップコーンを孫会社化[36]
  - 11月30日 - グローバル・ソリューションズ株式会社から店舗スタッフが常駐しないゲームコーナー「ミニロケ」117箇所に関するアミューズメントマシン等の固定資産等を取得[37]
  - 12月 - 株式会社GENDA GiGO Entertainmentが株式会社ワイ・ケーコーポレーションが営むアミューズメント施設運営事業を会社分割により事業承継[38]
  - 12月15日 - 連結子会社である株式会社エスピーエスエスの全株式を、同じく当社連結子会社であるギャガ株式会社に譲渡[39]
- 2024年
  - 1月下旬 - クレーンゲーム景品の企画や販売事業等を展開する国内外4つの子会社を保有する持株会社である株式会社フクヤホールディングスが発行する全株式を取得し、完全子会社化[40]
  - 1月31日 - 連結子会社である株式会社トーキョー キャラクター メーカーズを連結子会社である株式会社フクヤホールディングスに譲渡[41]
  - 1月31日 - 連結子会社である株式会社エスピーエスエスのプライズ事業を株式会社フクヤに譲渡[39]
  - 2月1日 - 連結子会社であるギャガ株式会社が株式会社エスピーエスエスを吸収合併[39]
  - 2月1日 - 連結子会社である株式会社GENDA GiGO Entertainmentが、アミューズメント施設事業等を行うプレビ株式会社の発行済株式の 82.45%を取得し、子会社化[42]
  - 2月1日 - カラオケ施設の運営等を行う株式会社シン・コーポレーションの発行済株式のうち、自己株式を除く株式の78.59%を取得し、連結子会社化[43]
  - 4月26日 - 連結子会社である株式会GENDA GiGO Entertainmentがプレビ株式会社を完全子会社化[44]
  - 5月1日 - 連結子会社である株式会社GENDA GiGO Entertainmentが、九州地方でアミューズメント施設「スマイルステーション」の運営事業及びアミューズメントレンタル事業（ミニロケ事業）等を運営する有限会社サンダイの発行済株式の 100%を取得し、子会社化[45]
  - 5月1日 - フード＆ビバレッジ領域での事業拡大を目的とし、酒類の輸入卸及び国内での販売事業を行う株式会社シトラムの株式を20%取得し、実質支配力基準による連結子会社化
  - 5月1日 - アミューズメント施設運営事業を株式会社GENDA GiGO Entertainmentへ集約することによる収益力の強化等を図る目的で、Kiddleton, Inc.の株式の100%である当社保有分を株式会社GENDA GiGO Entertainmentに譲渡し、株式会社GENDA GiGO EntertainmentがKiddleton, Inc.を完全子会社化[44][46]
  - 6月1日 - 連結子会社である株式会社GENDA GiGO Entertainmentが、中部地方でアミューズメント施設事業「ゲームファンタジアン」等を行う株式会社アメックスの発行済株式の100%を取得し子会社化[44][47]
  - 6月1日 - 連結子会社である株式会社GENDA Gamesのアミューズメント関連製品のレンタル・販売事業を連結子会社である株式会社アレスカンパニーに譲渡[48][44]
  - 6月1日 - 連結子会社である株式会社GENDA Gamesのミニロケ事業を連結子会社である株式会GENDA GiGO Entertainmentに譲渡[44][49]
  - 6月1日 - 連結子会社である株式会社GENDA GiGO Entertainmentがプレビ株式会社を吸収合併[44][50]
  - 6月1日 - 連結子会社である株式会社ダイナモアミューズメントが、VRゲーム筐体・VRコンテンツの開発・販売事業等を行う株式会社VAR LIVE JAPANのVRゲーム事業を譲受[51]
  - 7月 - 株式会社シトラムの株式の80%を株式交付により取得、完全子会社化[52]
  - 7月 - 海外公募増資を実施し、資本金7,211百万円に増加
  - 8月19日 - カラオケ機器の流通事業を行う株式会社音通の株式のうち72.92%を取得
  - 9月1日 - 連結子会社である株式会社GENDA GiGO Entertainmentが、株式会社アメックスを吸収合併
  - 9月9日 - コーポレートロゴを改定[53]
  - 9月30日 - 連結子会社である株式会社シン・コーポレーションが株式会社アトムのカラオケ施設1店舗の固定資産等を取得[54]
  - 10月10日 - 連結子会社である株式会社GENDA GiGO Entertainmentが株式会社マタハリーエンターテイメントのアミューズメント施設１店舗を吸収分割により譲受[55]
  - 10月29日 - 富士山エリアの国内外の観光客へエンターテイメントを提供することを目的として、富士急行株式会社との業務提携を開始[56]
  - 11月1日 - 連結子会社であるKiddleton, Inc.が、米国においてミニロケ事業を運営するNational Entertainment Network, LLCを傘下に有すClaw Holdings, LLCの持分の100%を取得し、連結子会社化[57]
  - 11月12日 - 相互の事業の発展並びに企業価値向上を目指し、株式会社U-NEXT HOLDINGSとの業務提携を開始[58]
  - 12月1日 - 株式会社音通の全株式を取得し、完全子会社化[59]
  - 12月1日 - 株式会社シン・コーポレーションの全株式を取得し、完全子会社化[59]
  - 12月1日 - カラオケ施設運営の規模拡大を目的として、株式会社シン・コーポレーションが株式会社鉄人エンタープライズのカラオケ施設２店舗の固定資産等を取得[59]
- 2025年
  - 1月31日 - 日本ポップコーン株式会社の社名を株式会社Sweet Pixelsに変更
  - 2月1日 - 連結子会社である株式会社GENDA GiGO Entertainmentが株式会社ドラマからアミューズメント施設運営事業の一部（アミューズメント施設７店舗）を吸収分割により譲受[60]
  - 3月1日 - 連結子会社である株式会社GENDA GiGO Entertainmentがアミューズメント運営会社の株式会社ハローズを完全子会社化[61]
  - 3月1日 - 連結子会社である株式会社シン・コーポレーションが株式会社アトムが運営するカラオケ施設運営事業（カラオケ施設23店舗）を吸収分割により譲受[62]
  - 会社分割（吸収分割）の方法により、
  - 3月3日 - 外貨両替機事業等を運営する株式会社アクトプロ（後の株式会社SMART EXCHANGE）を完全子会社化[63]
  - 3月3日 - 連結子会社であるギャガ株式会社が展示会やイベントにおける企画、設計、監理及び制作等を行うディー・エイト株式会社を完全子会社化[64]
  - 4月1日 - 連結子会社である株式会社GENDA GiGO Entertainmentが株式会社ゲームグース（アミューズメント施設1店舗） を完全子会社化[65]
  - 4月1日 - 連結子会社である株式会社シン・コーポレーションがカラオケ施設運営事業等を展開する株式会社鉄人化ホールディングスの運営するカラオケ施設1店舗を譲受[66]
  - 4月25日 - 申真衣が代表取締役社長を退任し取締役に退くと共に片岡尚が代表取締役社長に就任。作家で日本大学理事長の林真理子が社外取締役に就任[67]。
  - 4月28日 - カルチュア・エクスペリエンス株式会社との業務提携に向けた基本合意を締結[68]
  - 5月1日 - 連結子会社である株式会社GENDA GiGO Entertainmentがアミューズメント施設事業等を行うエスアイアミューズメント株式会社の発行済株式の100%を取得し子会社化[69]
  - 5月8日 - 連結子会社である株式会社GENDA GiGO Entertainmentが株式会社平和堂からアミューズメント施設事業等を行う株式会社ユーイングの株式を取得し株式会社ユーイングを完全子会社化[70]
  - 5月 - スゴロックス株式会社とゲームパブリッシャー・株式会社ゲラッパを設立（出資比率：14.9%）[71]
  - 6月1日 - 連結子会社である株式会社GENDA GiGO Entertainmentが有限会社アルコが運営するアミューズメント施設運営事業（アミューズメント施設1店舗）を吸収分割により譲受[72]
  - 6月4日 - 連結子会社である株式会社シン・コーポレーションが、カラオケ施設運営事業等を展開する有限会社グローバルスタッフの運営するカラオケ施設1店舗を譲受[73]
  - 7月1日 - 連結子会社であるKiddleton, Inc.が、北米でアミューズメント施設の運営等を行うPlayer One Amusement Group Inc.等をグループ企業に持つPixel Intermediate Holding Corporationの発行済株式の100%を取得し、子会社化[74]
  - 7月1日 - 連結子会社であるKiddleton, Inc.が、米国でアミューズメント施設運営事業及びミニロケ事業等を行うBarberio Music Companyの発行済株式の100%を取得し、子会社化[75]
  - 7月1日 - 連結子会社であるNational Entertainment Network, LLCが、VENUplus, Inc.のミニロケ事業を譲受[76]
  - 7月3日 - 株式会社レモネード・レモニカを完全子会社化
  - 7月15日 - 連結子会社である株式会社シン・コーポレーションが、カラオケ施設運営事業等を展開する株式会社快活フロンティアの運営するカラオケ施設1店舗を譲受[77]
  - 8月1日 - 映画情報サイト「映画.com」を運営する株式会社エイガ・ドット・コム（同日付で映画.com株式会社に商号変更）の全株式を取得し、完全子会社化[78][79]

## 子会社
- 株式会社GENDA GiGO Entertainment[80]
  - 有限会社サンダイ
  - エスアイアミューズメント株式会社
  - Kiddleton, Inc.
    - ENTERRIUM LLC
    - National Entertainment Network, LLC
    - Player One Amusement Group Inc.
    - Barberio Music Company

  - GiGO Taiwan Inc.
  - GiGO VIETNAM Co., Ltd.
- 株式会社GENDA Games
- 伍彩汇业(广州)贸易有限公司
- GENDA Europe Ltd.
- 株式会社シン・コーポレーション
- 株式会社音通
- 株式会社SMART EXCHANGE
- 株式会社シトラム
- 株式会社レモネード・レモニカ
  - LEMONADE Lemonica UK Limited
- INP合同会社
  - 株式会社Sweet Pixels
- 株式会社フクヤホールディングス
  - 株式会社フクヤ
  - FUKUYA USA INC.
  - FUKUYA HONG KONG LIMITED
  - 台灣福屋有限公司
  - 株式会社トーキョー キャラクター メーカーズ
- 株式会社アレスカンパニー
- ギャガ株式会社
  - ディー・エイト株式会社
- 映画.com株式会社
- 株式会社ダイナモアミューズメント